# Йордан Нихризов
Йордан Ангелов Нихризов е български политик, председател на Българска социалдемократическа партия (БСДП).

## Образование
Средното си образование завършва в Априловска гимназия гр. Габрово през 1971 г.
През 1978 г. се дипломира като инженер след завършване редовния курс на обучение във ВМЕИ – гр. Габрово (понастоящем ТУ-Габрово). Второто си висше образование по специалността „Икономика и организация на промишлеността“ завършва през 1985 г. в сегашния Университет за национално и световно стопанство (УНСС) – гр. София.

## Политическа дейност
В политиката навлиза през месец януари 1990 г., когато встъпва в редовете на възстановената Българска социалдемократическа партия (БСДП). Председател е на секция, а впоследствие – на общинската организация в община „Оборище“ гр. София. На 38 –я конгрес на БСДП (месец март 1991 г.) е избран за член на Националния комитет. След парламентарните избори на 13.10.1991 г. става член на Изпълнителното бюро на партията. През месец април 1995 г., на 41-вия конгрес, е избран за заместник на председателя на БСДП – д-р Петър Дертлиев.
На 43-тия извънреден конгрес на Българската социалдемократическа партия (24 – 25 октомври 1998 г. в гр. Пловдив) е издигнат за председател на БСДП. Конгресът е регистриран след смъртта на д-р Дертлиев и Йордан Нихризов встъпва в председателските права официално през месец февруари 2001 г. Преизбран е за председател на Българската социалдемократическа партия последователно на 44-тия конгрес (9 юни 2002 г.), 45–я конгрес (17 декември 2005 г.), 46-ия конгрес (31 май 2008 г.), 47-ия конгрес (24 ноември 2012 г.) и на 48-ия конгрес (9 юни 2018 г.)
Два мандата – от 1997 г. до 2005 г. е народен представител в XXXVIII и XXXIX ОНС, в които БСДП участва като част от коалицията „Обединени демократични сили“. Бил е член на парламентарните комисии по икономическа политика, бюджет и финанси и околна среда и води. От декември 2003 до юни 2005 г. е заместник-председател на Комисията по икономическа политика в XXXIX ОНС. Заместник-председател на парламентарната група на СДС в XXXVIII ОНС (март 2000 г. – април 2001 г.) и на парламентарния съюз на ОДС, впоследствие ПС на ДСБ (март 2004 г. – юни 2005 г.).
Автор, вносител и съвносител е на над 30 законопроекта със социална насоченост, десет от които са станали част от законодателството на Република България. През месец април 2004 г. по негова инициатива и с негово съавторство, макар и от опозиция, е приет Закон за гарантираните вземания на работници и служители при несъстоятелност на работодателя, посредством който България изпълнява и ратифицира Конвенция №173 на Международната организация на труда (МОТ).

## Творческа дейност
След 1989 г. публикува множество политически статии в партийния орган, вестник „Свободен народ“, и в периодичния печат, а от месец юли 2002 г. редактира и издава вътрешнопартийния бюлетин на БСДП – „Позиция“. През месец май 2015 г. в издателство „Изток-Запад“ излиза от печат романът му „Минало незабравимо“ (трилогия), а през месец декември 2016 г. издава втория си роман „Изповедта на един карък“. Тематиката на двете книги е една панорама на битието и проблемите на хората в България от втората половина на 20–ти и началото на 21 век, а жанрът, към който могат да бъдат причислени, е „Политически роман“. Следващата творба – романът антиутопия „56-а година“ /март 2017 г./ продължава насоката с разказ-гротеска за това, което може да се случи, когато популистките идеи за радикални и бързи решения станат реалност, за измислен свят, в който уж е постигната мечтата да се създаде остров на блаженството, където волята на корпорациите и на хората се сливат в химерично единство.
През месец февруари 2018 г. на книжния пазар е вече и романът му „Обикновена история“. Размисли на два типа индивидуалности – тези от категорията мислещи и другите от групата на вярващите. Една поредица от случки и събития, с които хората от началото на ХХІ век се сблъскват ежедневно, но често подминават, събрана под общото определение „обикновена история“.
В края на месец декември 2019 г. чрез издателство „Изток-Запад“ е отпечатана и творбата му „Светът на Съвършените“. Това са седем новели, свързани с общ герой: Адам – Човека и срещите на неговата безсмъртна душа с твореца му Бог.
На 06.01.2025 г. на книжния пазар излиза шестия му роман „Аз, Арбуза“. Той е своеобразно продължение на трилогията „Минало незабравимо“ и разглежда проблемите на дългия преход от тоталитаризъм към гражданско общество в България през съдбата на неговите специфични „герои“.

## Допълнителни препратки
- Български социалдемократически съюз
- Българска социалдемократическа партия (1891)
- Българска работническа социалдемократическа партия (широки социалисти)
- Българска работническа социалдемократическа партия